# Acronicta radiata
Acronicta radiata är en fjärilsart som beskrevs av W. Warren 1910. Acronicta radiata ingår i släktet Acronicta och familjen nattflyn. Inga underarter finns listade i Catalogue of Life.